# Natalia Vodianova
Natalia Mikhailovna Vodianova (en russe : Наталья Михайловна Водянова), née le 28 février 1982 à Gorki (Russie), est une mannequin et actrice russe.
Issue d'une famille pauvre, elle fait ses débuts en tant que mannequin vers l'âge de dix-sept ans[évasif]. Souvent photographiée par Mario Testino, ou encore par le duo Mert and Marcus, elle apparaît dans de multiples magazines de mode, dont de nombreuses éditions internationales de Vogue. Natalia Vodianova est également connue pour être l'épouse d'Antoine Arnault.

## Biographie
Née à Gorki (actuellement Nijni Novgorod), la quatrième ville de Russie, Natalia Vodianova a une enfance difficile, en raison d'une situation financière précaire. En effet, depuis l'âge de onze ans, elle avait pour habitude d'aider sa mère à tenir son commerce de fruits et légumes. À l'âge de quinze ans, elle emménage dans son propre appartement et lance son propre commerce de fruits, ce qui lui permet d'aider ses sœurs, dont l'une est handicapée,.

### Carrière
Encouragée par son petit-ami de l'époque, elle s'inscrit dans une école locale de mannequinat, et commence à rechercher des contrats. Un agent de mode lui dit alors qu'elle s'assurerait un avenir brillant en apprenant l'anglais en trois mois. Convaincue qu'elle pourrait améliorer sa vie ainsi, elle apprend l'anglais rapidement, s'installe à Paris, et signe un contrat avec l'agence française Viva (en) à dix-sept ans.
Dès ses débuts, le photographe Steven Meisel l'appelle « Baby » ; puis les médias l'affublent de divers autres surnoms. Celui de « SuperNova », s'imposera.
Enceinte, elle réalisera avec le photographe Juergen Teller une campagne publicitaire pour la collection Printemps 2002 de Marc Jacobs. Quelques semaines après la naissance de son premier enfant, elle ouvre le défilé prêt-à-porter de la marque Yves Saint Laurent, et devient alors incontournable. Rapidement, les campagnes s’enchaînent : Vuitton par Mert and Marcus, les parfums Gucci par Mario Testino. Elle apparaît pour la première fois en couverture du magazine Vogue Teen américain en 2001 ,. Durant cette période, elle fait une brève apparition dans le film de Roman Coppola, CQ (produit en 2001), avec Billy Zane.
Elle pose ensuite pour sa première campagne publicitaire Calvin Klein (collection Printemps/Été 2003), et signe un contrat d'exclusivité avec cette même marque en 2004 ; succédant ainsi à Kate Moss, Christy Turlington et Brooke Shields.,.
En juillet 2003, elle devient le nouveau visage de L'Oréal.
Toujours en 2003, elle réalise des photos avec Annie Leibovitz pour Vogue dans la série Alice in Wonderland. Puis, l'année suivante, elle travaille pour ce même magazine avec Steven Meisel, ainsi qu'avec Patrick Demarchelier pour le Vanity Fair.
Natalia Vodianova pose devant l'objectif de Bruce Weber pour le calendrier Pirelli de 2003, ainsi que pour l'édition de 2006 réalisée par le duo Marcus Piggot et Mert Alas.
En septembre 2004, elle fait la couverture du Vogue américain.
La même année, elle crée la fondation Naked Heart Foundation (ce qui, en français, signifie, littéralement, « Le cœur nu »), fondation à visée philanthropique à destination des enfants russes. Afin de participer au développement de son association, elle prend des cours de management à l'INSEAD.
En 2005, elle est de nouveau dans les pages de Vogue, photographiée par Steven Klein.
Le début de l'année 2006 marque la naissance de sa fille.
Elle est photographiée à plusieurs reprises par Mario Testino pour Vogue. En juillet 2007, elle est de nouveau en couverture du Vogue américain, elle est alors le seul mannequin à apparaître en première page de ce magazine au cours de cette année[source secondaire souhaitée]. 
En 2007, Natalia Vodianova devient l'un des mannequins les mieux payés du monde. D'après le magazine économique Forbes, son revenu annuel est estimé à 4,5 millions de dollars.
La même année, elle défile dix jours après l'arrivée de son troisième enfant.
En 2008, elle ouvre et ferme le défilé du couturier italien Valentino durant la saison Printemps/Été. Avec Valentino Garavani, elle participera à divers dîners de charité en Russie pour les besoins de sa fondation. Par ailleurs, le Vogue russe lui dédie entièrement son numéro de mars. Durant cette période, elle décide de se retirer des podiums, ne les pratiquant plus qu'occasionnellement.
Elle coprésente ensuite les demi-finales du Concours Eurovision de la chanson 2009 à Moscou. Cette même année, elle signe un contrat avec la marque Etam et crée sa propre ligne de lingerie Natalia pour Etam,. Elle devient également le visage du parfum Shalimar de la marque Guerlain,.
En 2010, elle commence une carrière d'actrice et incarne le rôle de Méduse dans le film Le Choc des Titans. Natalia affirme au magazine Vanity Fair « avoir toujours rêvé de faire du cinéma ». Elle ajoute : « C'est pour moi la suite logique dans ma carrière qui, je l'espère, ne fait que commencer dans le monde du cinéma ».
Cette même année, elle est photographiée par Paolo Roversi, Peter Lindbergh ou encore par Patrick Demarchelier, et ouvre le défilé-anniversaire de Roberto Cavalli,. Depuis 2010, elle pose pour différentes collections de Stella McCartney, campagnes publicitaires réalisées par le duo Mert and Marcus. Elle défile pour Givenchy, marque pour laquelle elle a déjà travaillé. Elle apparaît de nombreuses fois dans divers magazines, tels que le Tatler Magazine (en) russe, le Elle français ou L'Officiel français et ukrainien, ainsi que dans plusieurs éditions internationales de Vogue,,,
Entre 2011 et 2012, son revenu annuel est estimé à 8,6 millions de dollars,.
En 2012, elle joue Ariane dans Belle du Seigneur, d'après le roman d'Albert Cohen, aux côtés de Jonathan Rhys-Meyers, Ed Stoppard et Maria Bonnevie. En février 2014, dans l'émission C à vous, elle indique ne pas vouloir poursuivre sa carrière d'actrice préférant se concentrer sur le caritatif, le mannequinat et sa famille.
Après diverses couvertures pour les magazines Vogue (États-Unis, France, Royaume-Uni, Russie,, Pologne), Elle (France), Jalouse, et une série de photos dans le magazine W en fin d'année, Natalia Vodianova apparaît en 2013 en couverture de L'Officiel français et du Glamour français.

## Vie privée
En 2001, elle rencontre Justin Portman, rentier anglais et demi-frère du 10e vicomte Portman (héritier de l'une des familles les plus riches du Royaume-Uni et figurant parmi les premières dynasties immobilières de Londres), avec qui elle se marie en novembre 2001 et une seconde fois en septembre 2002 à Saint-Pétersbourg. Ensemble, ils ont trois enfants. Le couple se sépare après plus de neuf ans de mariage,.
Au cours de l'année 2011, elle entame une relation avec Antoine Arnault, fils de l'industriel Bernard Arnault, avec qui elle se fiance début 2020. De cette union, nait son quatrième enfant, le 2 mai 2014. En avril 2016, elle confirme attendre son cinquième enfant. Le 4 juin 2016, Natalia donne naissance à un petit garçon,. 
Natalia Vodianova a une sœur autiste. Elle a également une demi-sœur adoptée à la naissance aux États-Unis.

## Filmographie
- 2003 : CQ de Roman Coppola - Brigit
- 2010 : Le Choc des Titans de Louis Leterrier - Méduse
- 2013 : Belle du Seigneur de Glenio Bonder : Ariane

## Film publicitaire
- 2013 : La Légende de Shalimar de Bruno Aveillan : Mumtâz Mahal, film publicitaire de 5 minutes 44 pour le parfum Shalimar de Guerlain.